# Herma Auguste Wittstock
Herma Auguste Wittstock (* 19. August 1977 in Peine) ist eine deutsche Performancekünstlerin. Sie lebt in Berlin.

## Leben
Herma Auguste Wittstock studierte von 1999 bis 2004 Freie Kunst an der Hochschule für Bildende Künste in Braunschweig bei Mara Mattuschka, Marina Abramović und Birgit Hein. Von 2004 bis 2005 war sie Meisterschülerin bei Marina Abramović und Birgit Hein. Sie ist Mitglied in der Independent Performance Group (IPG).

## Ausstellungen und Projekte (Auswahl)
2008
- El Arte Es Acción, Museo Reina Sofía, Madrid

2007
- Hruby domaci produkt II, M’ARS Gallery, Moskau
- Maju Jaya, National Museum di Gampingan, Yogyakarta
- The Future of Imagination 4, Theatre Works (Singapore) Ltd, Singapur
- La Nuit Blanche, Le Générateur, Paris
- Wir sind Paula, Künstlerhäuser Worpswede
- The Erotic Body, Biennale di Venezia
- Auftakt zum Ausstellungsprogramm 2007, Künstlerhäuser Worpswede
- Bankrot (mit Ivan Civic), Karlín Studios, Prag

2006
- XII Muestra Internacional de Performance, Ex Teresa Arte Actual, Mexiko-Stadt
- 7a*11d, 6th International Festival of Performance Art, Toronto
- We Are Here – Views from a changing city, Docklands, Dublin
- Hysterie (mit Anna Niedhart, Zeichnerin), Galerie Dachschiff, Berlin

2005
- Brutal Education, Festival d’Avignon, Avignon
- Grad Teatar City Budva, Budva
- Jungs gegen Mädchen, Hochschule für Bildende Künste, Braunschweig
- Gifted Generation, HAU 1, Berlin
- Persistent and Gradual Loss of Self-control, Van Gogh Museum, Amsterdam

2004
- The Retrospective. Abramović Class 1997 – 2004, Hochschule für Bildende Künste, Braunschweig
- Braunschweiger Kulturnacht 2004, LOT-Theater, Braunschweig
- Loop Performance, P.S.1 Contemporary Art Center, New York
- Faxe Kondi – The Unzipped Time Diary, Futura, Prag

2003
- Performance for Terry Fox’ Wedding, Kunsthalle Fridericianum, Kassel
- Performance in der Kunsthalle, Kunsthalle Fridericianum, Kassel
- Recycling the Future, Biennale, Venedig
- As Soon as Possible, PAC, Mailand

2002
- Prêt-à-perform, Viafarini, Mailand
- It Is Raining, Förderung junger Künstler, Bonn—Köln
- Dance And Feel, Kunstforum, Kiel
- Nothing, Small House Group, Prag

2001
- A Little Bit of History Repeated, Kunst-Werke Berlin
- Get That Balance, National Sculpture Factory, Cork
- Marking the Territory, Irish Museum of Modern Art, Dublin
- Real Presence, Museum des 25. Mai, Belgrad
- I’m German, Art Gallery Smith, London

2000
- I’m German, National Gallery of Contemporary Art, Johannesburg

1998
- Performance Forever, Gallery of Body Art, London

1993
- Body, Modern Art Festival, Trondheim

### Theater- und Tanzprojekte
- (2006/7) Michael Laub: Portrait Series, Berlin, Zürich und Rotterdam
- (2004) Michael Laub: Marina Abramović – The Biography Remix, Teatro Palladium, Rom
- (2002) George Lopéz: Hin zur Flamme, Brixen und Basel

### Film
- Carla Lia Monti: Räuberinnen (Schweiz 2008), Rolle: »Pipa«